# Lithische periode (Meso-Amerika)

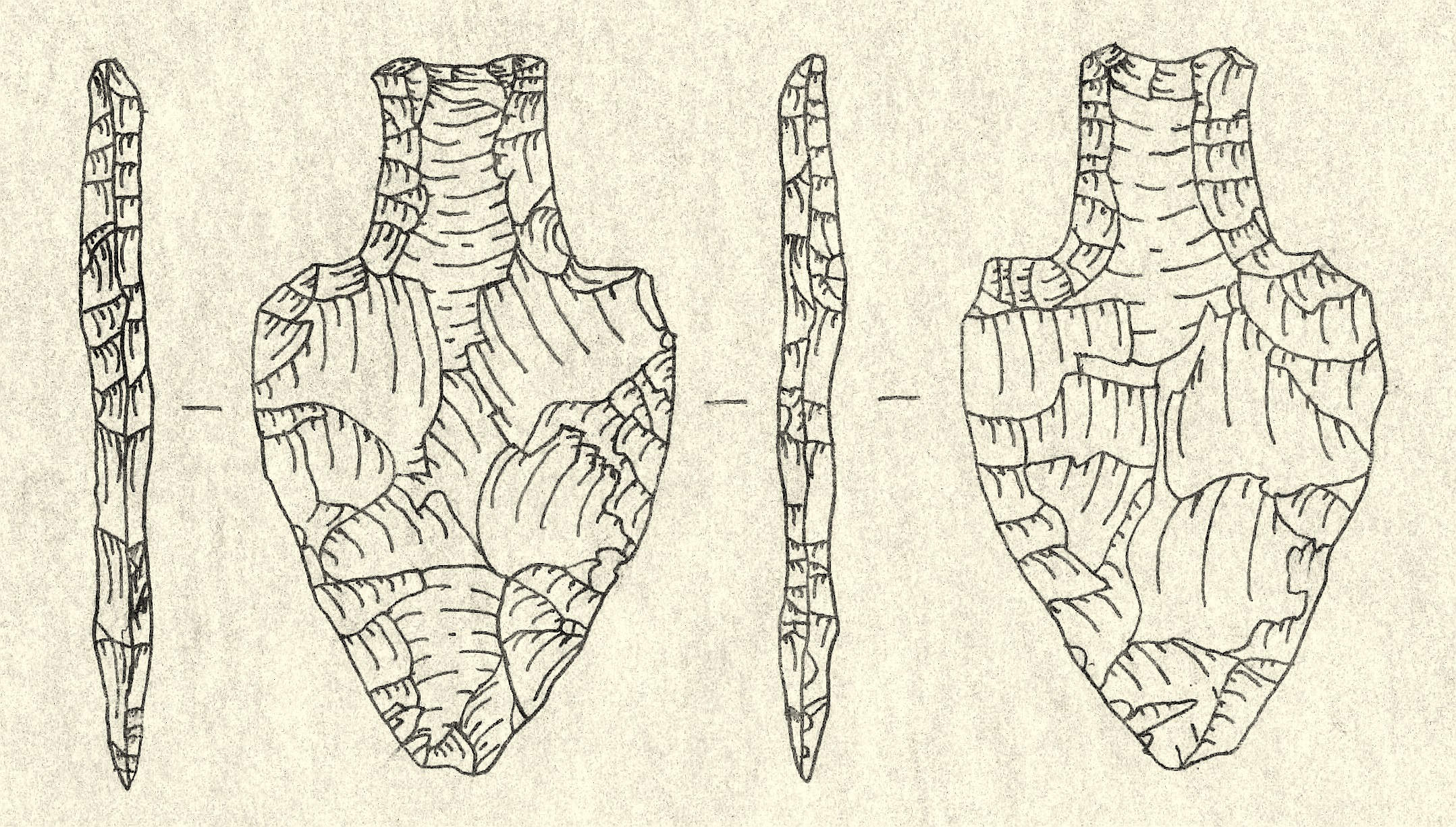
gesteelde gecanneleerde "Fishtail"-punt gevonden in Belize

De lithische periode in Meso-Amerika is het tijdperk in de Meso-Amerikaanse chronologie dat begint met de allereerste aanwijzingen van menselijke bewoning in het Meso-Amerikaanse gebied en voortduurt tot het begin van de algemene ontwikkeling van landbouw en andere proto-beschavingskenmerken. Het einde van de lithische periode kan worden geplaatst rond 9000 BP. De overgang naar de daaropvolgende archaïsche periode is niet goed gedefinieerd.
In het noorden van Meso-Amerika zijn gecanneleerde punten gevonden in de staten Sonora en Durango, maar ook in centraal-Mexico. Bij Santa Isabel Iztapan zijn bewijzen voor een mammoetjacht gevonden. Bij Los Reyes La Paz zijn benen artefacten uit het Pleistoceen gevonden. De menselijke aanwezigheid tijdens deze periode is verder gedocumenteerd door schedelvondsten in Peña, Xico, Tepexpan, Santa Maria Astahuacan en San Vicente Chicoloapan. Er werden verschillende methoden gebruikt om de ouderdom van de schedelresten te bepalen, waaronder chemische botanalyse (stikstof- en fluortesten), geologische analyse (stratigrafische, koolstof-14- en vulkanische as-samenstellingstesten), contextuele associatie met dierlijke resten en contextuele associatie met stenen artefacten die gedateerd werden door obsidiaanhydratatie .
Een beenartefact uit Tequixquiac is mogelijk afkomstig van een horizon van vóór de projectielpunten. Bewijsmateriaal uit Tlapacoya suggereert dat er al menselijke bewoning was vanaf 23.000 BP. In Valsequillo bij Puebla zijn vijf vindplaatsen bekend die dateren van ten minste 20.000 BP, waaronder Hueyatlaco. 
Op basis van toenemend bewijs voor een eerdere aanwezigheid van mensen op het westelijk halfrond publiceerden Irving Rouse en Richard MacNeish in 1976 onafhankelijk van elkaar voorstellen om de lithische stadia op het westelijk halfrond te herzien. Ze hielden daarbij rekening met menselijke bewoning vanaf 30.000 BP en lieten de mogelijkheid open van een nog eerdere aanwezigheid.